# Менська міська територіальна громада

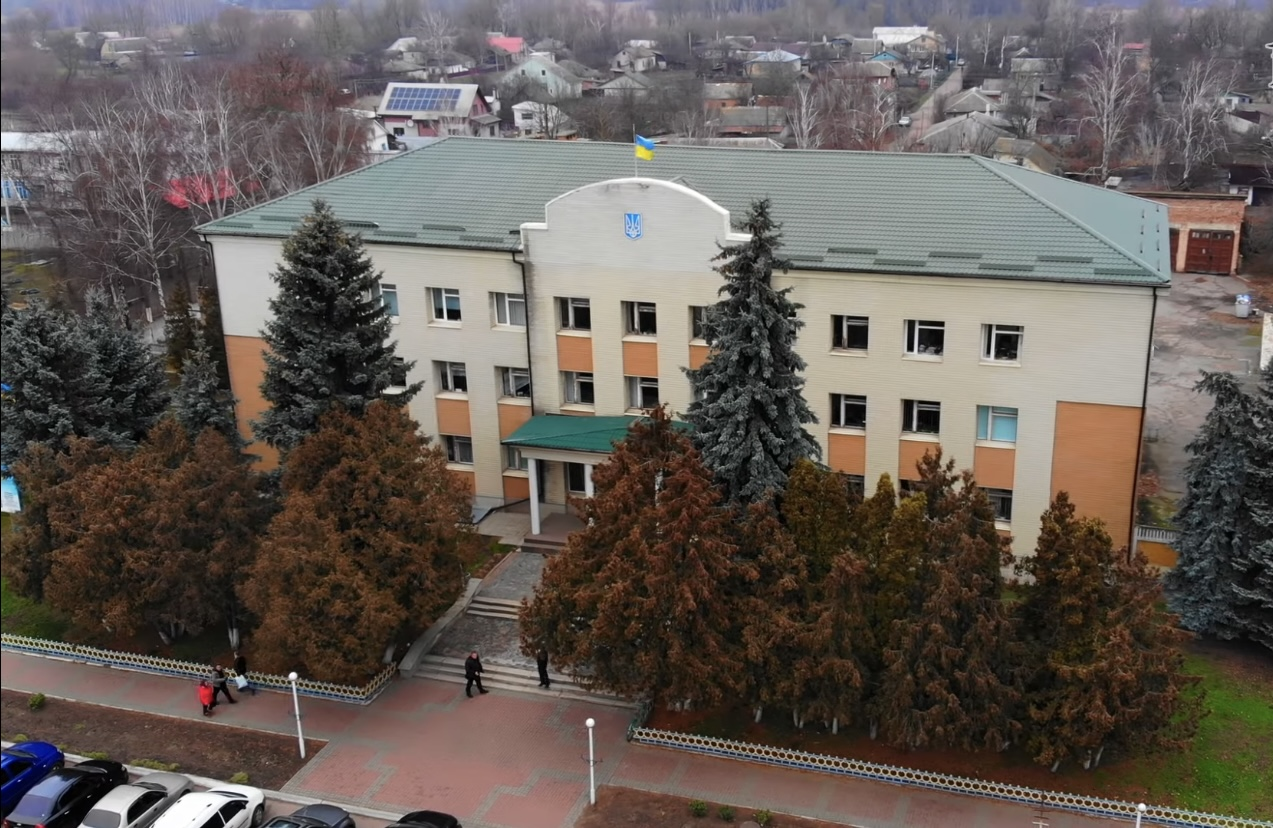
Адміністративна будівля

Менська міська громада — територіальна громада України в Корюківському районі Чернігівської області. Адміністративний центр — місто Мена.
Площа громади — 832,1 км², населення — 24 646 мешканців (2018).
Утворена 29 грудня 2016 року шляхом об'єднання Менської міської ради, Макошинської селищної ради, Бірківської, Блистівської, Величківської, Дягівської, Киселівської, Куковицької, Лісківської, Осьмаківської, Садової, Семенівської, Синявської, Слобідської, Стольненської, Ушнянської, Феськівської сільських рад Менського району.
Відповідно до розпорядження Кабінету Міністрів України № 730-р від 12 червня 2020 року «Про визначення адміністративних центрів та затвердження територій територіальних громад Чернігівської області», до складу громади були включені території Волосківської, Городищенської, Данилівської та Покровської сільських рад Менського району.

## Населені пункти
До складу громади входять 1 місто (Мена), 4 селища (Куковицьке, Макошине, Прогрес, Садове) і 34 села: Бірківка, Блистова, Величківка, Веселе, Вільне, Волосківці, Городище, Данилівка, Дерепівка, Дібрівка, Дмитрівка, Дягова, Загорівка, Киселівка, Комарівка, Куковичі, Лазарівка, Ліски, Луки, Майське, Максаки, Нові Броди, Овчарівка, Остапівка, Осьмаки, Покровське, Семенівка, Синявка, Слобідка, Степанівка, Стольне, Ушня, Феськівка, Чорногорці.

## Старостинські округи[3]
- Бірківський (село Бірківка)
- Блистівський (села Блистова, Дерепівка)
- Величківський (села Величківка, Вільне)
- Волосківський (села Волосківці, Степанівка)
- Городищенський (село Городище)
- Данилівсько-Садовий (села Садове, Нові Броди, Данилівка, Весела)
- Дягівський (село Дягова)
- Киселівський (села Киселівка, Комарівка, селище Прогрес)
- Куковицький (села Куковичі, Овчарівка, Загорівка, селище Куковицьке)
- Лісківський (села Ліски, Майське, Максаки, Луки)
- Макошинський (селище Макошине, село Остапівка)
- Осьмаківсько-Ушнянський (села Осьмаки, Ушня, Дібрівка)
- Покровсько-Слобідський (села Покровське, Слобідка)
- Семенівський (село Семенівка)
- Синявський (село Синявка)
- Стольненський (села Стольне, Дмитрівка, Лазарівка, Чорногорці)
- Феськівський (село Феськівка)

## Люди
Про відомих уродженців міста Мена — докладніше в статті Мена (місто).
З Менським районом пов'язане життя таких людей:
- Верьовка Григорій Гурійович (1895–1964) — уродженець Березни, лауреат Державної премії УРСР ім. Т. Г. Шевченка, художній керівник і головний диригент Державного Українського народного хору, народний артист УРСР, професор, композитор.
- Виноградський Юрій Степанович
- Гайдамака Анатолій Васильович (1939) — уродженець с. Волосківці, закінчив Синявську СШ. Лауреат Державної премії ім. Т. Г. Шевченка та премії ім, М.Островського, заслужений і народний художник України.
- Кочур Григорій Порфирович (1908–1994) — уродженець с. Феськівка, навчався і працював у Мені. Український перекладач і поет, член Спілки письменників України, лауреат Державної премії ім. Т. Г. Шевченка 1995 р. і республіканської літературної премії ім. М. Т. Рильського.[5]
- Лук'янова (Лисиця) Олена Михайлівна (1922) — народилася в Блистові, деякий час проживала в Мені. Лауреат Державної премії України, доктор медичних наук, член-кореспондент Академії медичних наук, професор, заслужений діяч науки, почесна громадянка Києва.
- Самбур Григорій Микитович (1893–1965) — український ґрунтознавець родом із Менщини, доктор сільськогосподарських наук. Лауреат Докучаєвської премії
- Сахновський Гнат Васильович
- Товстуха Іван Павлович (1899–1935) — народився в Березні. Державний і партійний діяч, працював у Наркомнаці, був редактором перших кількатомних видань творів В. І. Леніна, лауреат Державної премії СРСР за видання у співавторстві «Истории гражданской войны». Похований в Кремлівській стіні.
- Корбач Іван Михайлович (1926) — уродженець Березни, журналіст і письменник, автор 15 книжок, краєзнавець, відповідальний секретар «Чернігівського земляцтва» в Києві, двічі лауреат премії ім. М. М. Коцюбинського і премії Українського фонду культури,
- Мишастий Михайло Анрійович (1890–1978) — родом з Блистови, в числі перших одержав звання заслуженого учителя УРСР, музикант, диригент, самодіяльний композитор і поет, фольклорист і етнограф.
- Павленко Сергій Олегович (1955) — проживав в с. Дягова, заслужений журналіст України, лауреат премій ім. Б.Грінченка, міжнародної ім. І.Мазепи, ім. М.Коцюбинського, міжнародної журналістської ім. В.Стуса, член Національної спілки журналістів України. Власкор газети «Голос України». Головний редактор журналу «Сіверянський літопис».
- Полосьмак Геннадій Іванович, ініціатор створення та перший директор менського зоопарку.
- Сподаренко Іван Васильович (1931) — народився в Стольному. Заслужений журналіст України, член Спілки письменників, редактор газети «Сільські вісті».
- Довгий Олексій Прокопович (1929) — уродженець с. Городище, поет, член Спілки письменників України.
- Дей Олексій Іванович (1921–1986) — уродженець с. Синявка, фольклорист і етнограф, доктор філологічних наук, професор.
- Корнієнко Микола Іванович (1937) — родом з Мени. Політолог, професор, заслужений юрист України, колишній член Конституційного суду України.
- Шестак Надія Петрівна — сучасна співачка, заслужена і народна артистка України, має родинні корені в Стольному, почесна громадянка цього села.
- Калібаба Дмитро Панасович (1925–2005) — народився в с. Ушня проживав і працював в Мені. Відомий краєзнавець, колекціонер українських старожитностей, член Спілки журналістів України, один з ініціаторів створення шкільного краєзнавчого музею, який потім переріс в районний, районної художньої галереї.
- Мороз Данило Костянтинович (1841–1894) — український письменник Х1Х ст., народився і жив у с. Сахнівка (нині Ленінівка).
- Корінь Терентій Савич (1883–1930) — уродженець Блистови, спортсмен-борець.
- Трегубенко Сергій Миколайович кореспондент, кінооператор, активний громадський діяч міста Мени.
- Євлаш Ілля Олегович - речник Повітряних сил ЗСУ.

Відомі кобзарі і лірники :
- Бешко Андрій Ларіонович (?-1855), Гойденко (Гайдук) Андрій Матвійович (перша половина Х1Х ст.), Пархоменко Терентій Макарович (1872–1911), Ткаченко-Галашко Петро Федорович (1878–1918), Симоненко Дем'ян Гаврилович (1871–1948), Гребень Аврам Родіонович (1878–1961).
- Корнієнко Олександр Самійлович (1889–1988) — народився в с. Данилівка. Відомий майстер бандур та інших музичних інструментів, кобзар.
- Убиті радянською владою в 1930-х роках кобзарі Думенко (Думченко, Дума) Лука з с. Киселівка, Руденко (Рудиченко) Данило з с. Баба (Жовтневе), Симоненко Василь з с. Корюківка.[6]